# 美稷县
美稷县，中国古县名。

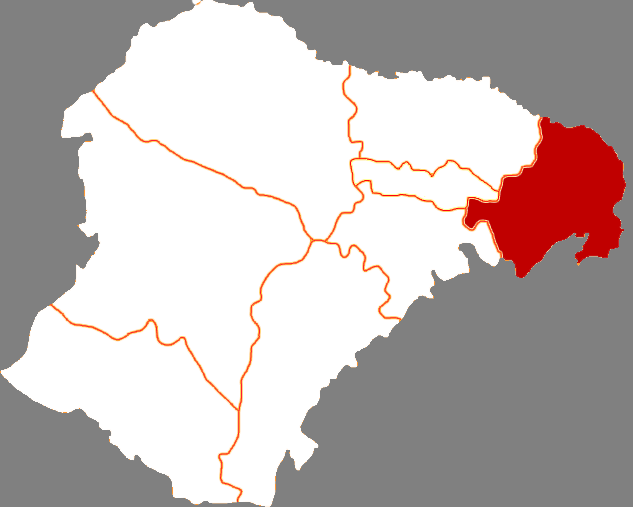
鄂爾多斯市的准格尔旗

西汉置，治所在今内蒙古自治区准格尔旗西北纳林村古城。为西河郡属国都尉治。东汉建武二十六年（50年）南匈奴单于徙居于此，为南匈奴單于庭，东汉也于其地置使匈奴中郎将。中平年间县南移至今山西省汾阳县西北。东汉末废。